# Confins
Confins é um município brasileiro no estado de Minas Gerais, Região Sudeste do país. Localiza-se na Região Metropolitana de Belo Horizonte e ocupa uma área de cerca de 42 km², sendo que 7,3 km² estão em perímetro urbano. Sua população foi estimada em 7 350 habitantes em 2022.
É onde se encontra a maior parte do terreno do Aeroporto Internacional de Belo Horizonte-Confins, principal porta de entrada de Minas Gerais por via aérea e ponto de ligação de Belo Horizonte com o Brasil e o mundo. O aeroporto garante ao pequeno município uma sólida arrecadação e uma das maiores rendas per capita do Brasil. É o 5º aeroporto mais movimentado do país e está em operação desde 1984.
Em Confins está localizado também o Aeroporto Industrial de Belo Horizonte, primeiro aeroporto industrial do Brasil.

## História
A história do povoamento recente de Confins remonta ao início do século XIX, quando fazendas foram divididas na região, atraindo mão de obra para o lugar. Antes, o povoado servia de ponto de parada para tropeiros e bandeirantes que por ali passavam.
A cidade recebeu o nome de Confins devido à sua localização extrema, já que se encontrava, à época, nos limites das fazendas instaladas em toda a região.
Confins é referência obrigatória para os estudiosos de Arqueologia, Paleontologia e de formações minerais. Ossadas pré-históricas foram retiradas das grutas de Confins, assim como de Lagoa Santa e Pedro Leopoldo, e fazem parte do acervo do Museu de História Natural da Quinta da Boa Vista, no Rio de Janeiro. Já o Museu de História Natural e Jardim Botânico da UFMG, guarda o crânio que ficou conhecido como O Homem de Confins, um exemplar encontrado na Lapa Mortuária em 1935, em missão arqueológica da Academia de Ciências de Minas Gerais, comandada pelo pesquisador Harold Walter, que pesquisou o sítio arqueológico de 1933 a 1936. Essa descoberta foi de extrema importância científica, pois, encontrada junto a um crânio de cavalo e outros animais extintos, foi objeto de discussão em relação à contemporaneidade do Homem de Lagoa Santa e a megafauna extinta, debate que, devido às técnicas de datação da época pouco avançadas, permaneceu sem resolução. Antes disso, em 1926, uma missão do Museu Nacional do Rio de Janeiro, liderada por Padberg-Drenkepol foi a primeira a pesquisar a caverna, desobstruindo sua entrada. Nessa missão, foram encontrados 80 esqueletos e, por acreditarem se tratar de um cemitério indígena, os pesquisadores deram o nome de Lapa Mortuária ao local.
Outro importante sítio paleontológico e arqueológico de Confins é a Gruta do Galinheiro, onde também foram encontrados vestígios pré-históricos.
No centro da cidade fica a Lagoa José Teixeira da Costa, também chamada de Lagoa Central, importante cartão postal do município. Confins também possui outras belas lagoas, como a Lagoa Vargem Bonita, que margeia a Lapa Mortuária, Lagoa de Santo Antônio e a Lagoa dos Mares. Com todo o seu território inserido na APA Carste, Confins é um município de grande riqueza natural, ambiental e histórica.
A festa mais tradicional é o Boi da Manta, que ocorre anualmente cerca de um mês antes do carnaval. É uma festividade folclórica peculiar na cultura do município, em que uma pessoa "vestida" de boi, percorre as ruas da cidade, assustando e divertindo as crianças e foliões ao som da banda que toca marchinhas de carnaval. A brincadeira assemelha-se ao Bumba-meu-boi e outros personagens como molambudos, passistas, dançarinos, pessoas fantasiadas e bonecões participam do desfile e da brincadeira.

## Clima
Confins possui uma média anual de temperatura de 21,1 °C, sendo a máxima anual de 27,1 °C e a mínima anual de 16,7 °C e uma média de precipitação de 1 491,3 mm anuais.